# Daltonia minuta
Daltonia minuta là một loài rêu trong họ Daltoniaceae. Loài này được Thér. mô tả khoa học đầu tiên năm 1930.